# Blatna Brezovica
Blatna Brezovica je naselje v Občini Vrhnika. Nahaja se sredi Ljubljanskega barja, med naseljema Sinja Gorica in Bevke. Na robu vasi stoji cerkev svetega Jakoba. V bližini vasi teče reka Ljubljanica. V bližini se nahaja tudi arheološko najdišče iz starejše bronaste dobe, imenovano Za strugo, na katerem je bil v jarku za osuševanje odkrit drevak.  Vas je ob delavnikih povezana z rednima avtobusnima linijama z Vrhniko in Ljubljano.